# Bombyx barnardi
Bombyx barnardi är en fjärilsart som beskrevs av Lucas 1895. Bombyx barnardi ingår i släktet Bombyx och familjen silkesspinnare. Inga underarter finns listade i Catalogue of Life.

## Bildgalleri

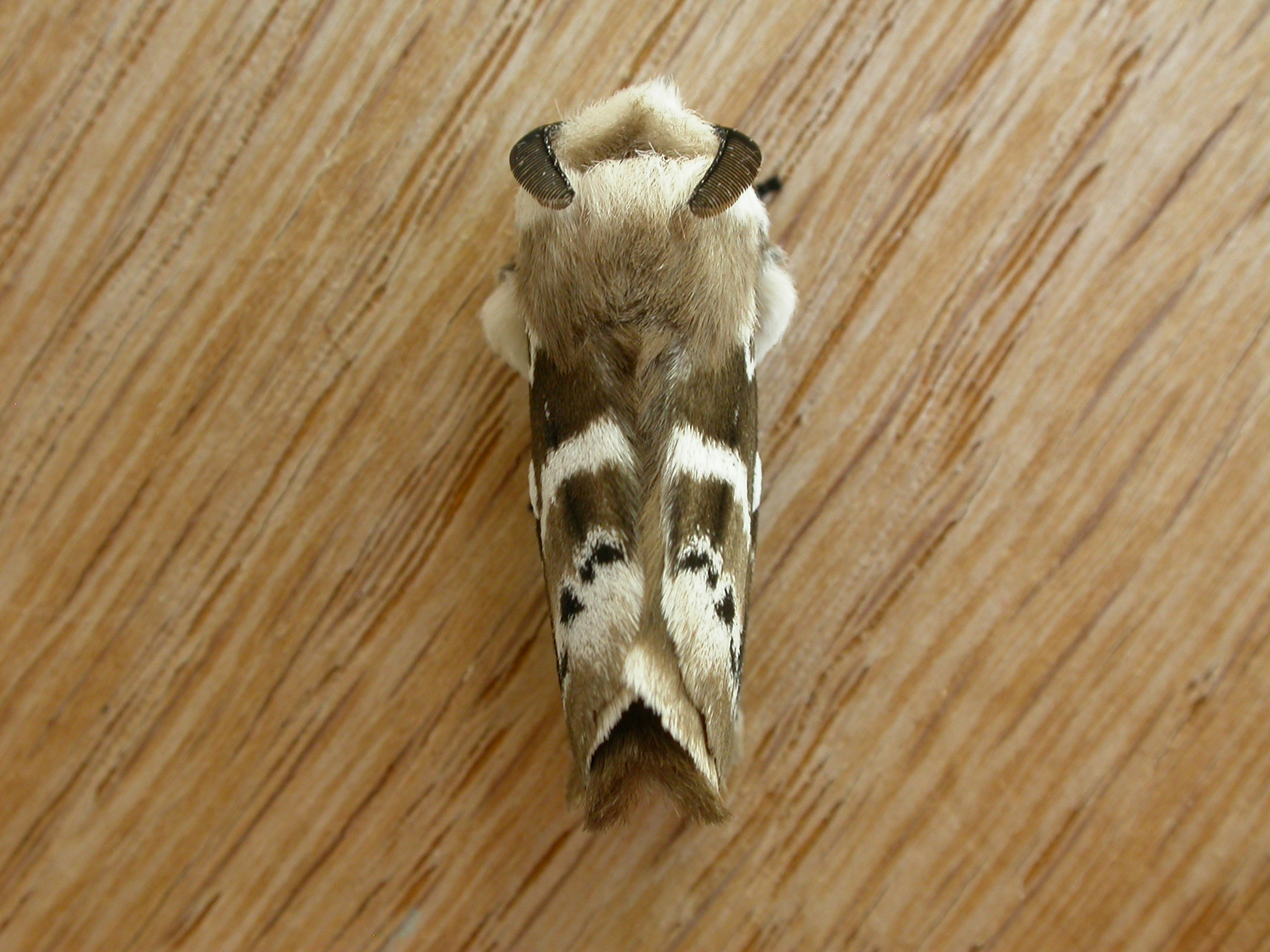
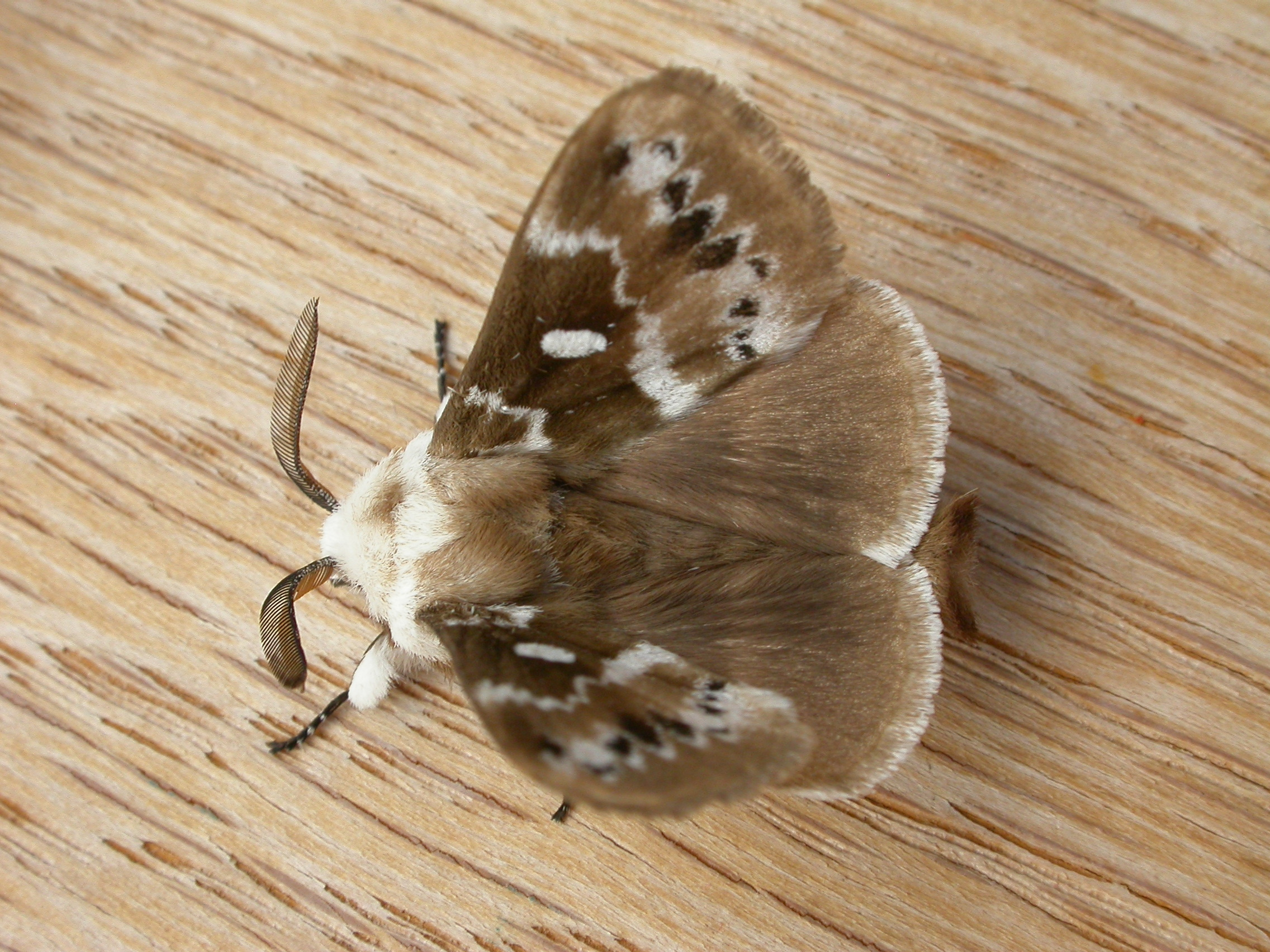
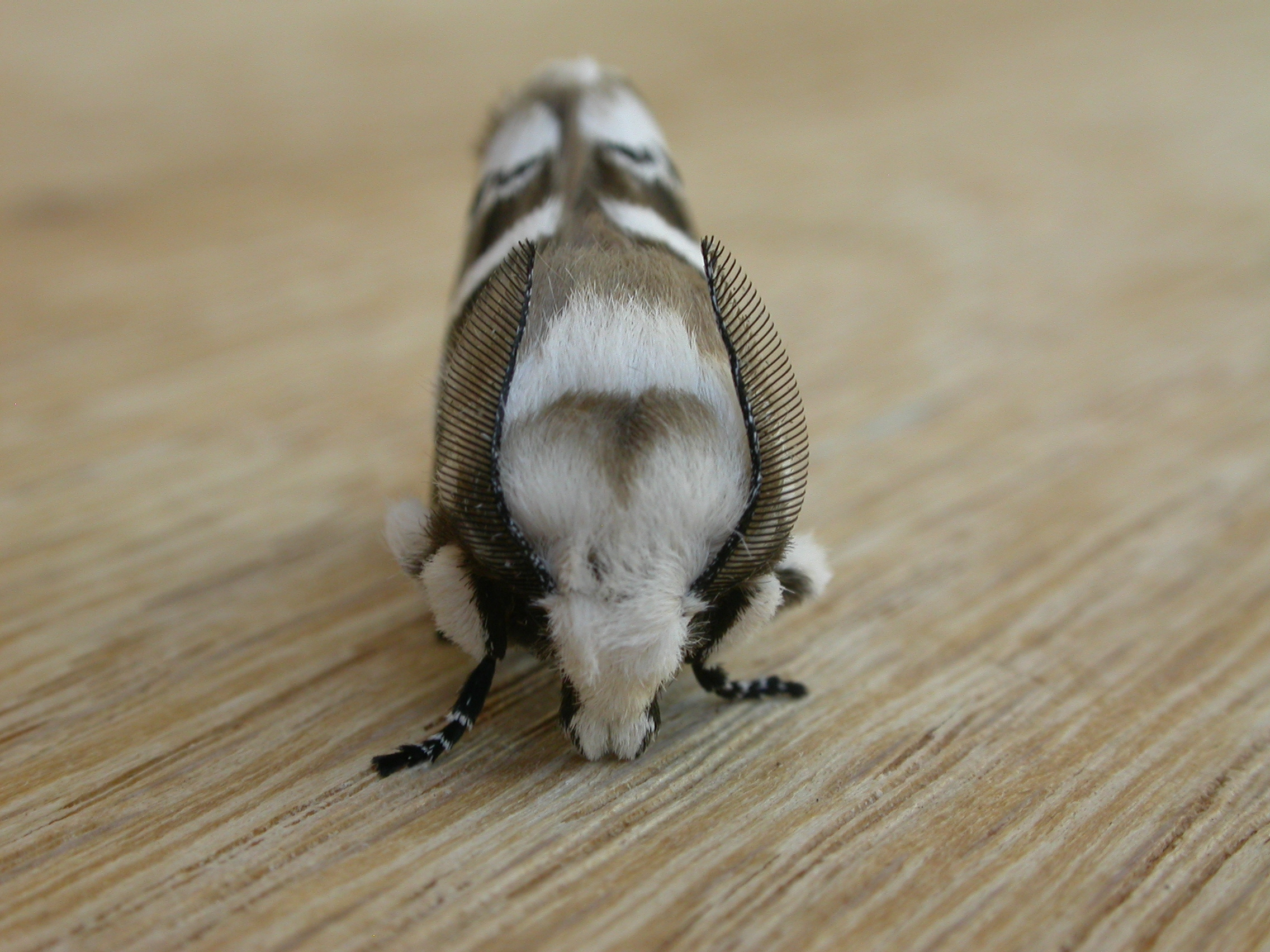